# Saint-Auban-d'Oze

Saint-Auban-d'Oze este o comună în departamentul Hautes-Alpes, Franța. În 1 ianuarie 2022 avea o populație de 75 de locuitori.